# Dwerghertenzwam
De dwerghertenzwam (Pluteus nanus) is een schimmel behorend tot de familie Pluteaceae. Hij is saprotroof en komt voor op vergaand hout van loofbomen in bossen op voedselrijke bodem. Ook kan hij worden aangetroffen op humusrijke grond.

## Kenmerken
Hoed
De hoed is donkerbruin tot donker grijzig-bruin of groenig-grijsbruin en heeft een diameter van 2 tot 6 cm. De vorm is klokvormig tot vlak gewelfd met een bultje. 
Lamellen
De lamellen zijn wittig tot roze-bruin.
Steel
De steel is 3 tot 7 cm lang en 2 × 8 mm breed.
Geur
De geur is zwak.

## Verspreiding
In Nederland komt de soort algemeen tot vrij algemeen voor.